# Triumph TR5 Trophy
Le TR5 Trophy était une moto fabriquée par Triumph Engineering à l'usine de Meriden entre 1949 et 1958 . 

## Conception
Basé sur la Speed Twin, la TR5 était une machine de trial conçue pour une utilisation tout-terrain avec un échappement haut deux en un et une bonne maniabilité sur les routes ouvertes . Le nom "Trophy" vient des trois motos "spéciales" que Triumph avait construits pour les International Six Days Trial (ISDT) de 1948 en Italie, et qui avaient remporté trois médailles d'or et le trophée de l'équipe constructeur . Moto de classe C de l’American Motorcyclist Association (AMA) jusqu’en 1969, les modèles d’exportation américains recevaient des composants de la Tiger 100 permettant de créer une moto pour la compétition dans le désert . 
Les modèles originaux du TR5 Trophy de 1949 utilisaient des fûts de cylindre en aluminium et des culasses provenant d'un moteur de générateur que Triumph avait fourni au département de la guerre pendant la Seconde Guerre mondiale. Il s’agissait de la première  moto avec cylindre/culasse en aluminium pour Triumph. Les employés de l’usine avaient émis l’hypothèse, au cours de la guerre, que les culasses en alliage, avec leurs propriétés de refroidissement supérieures, pourraient facilement être adaptées sur une moto. Les modèles TR5 Trophy de 1949-1950 utilisaient des versions modifiées de ces culasses, surnommées 'square barrel' («fût carré») . À partir de 1951 le moteur de 498 cm3 fut mis à jour avec de nouveaux cylindres en alliage et des culasses à ailettes fines et au profil arrondi, partagé avec la Tiger 100. La TR5 fut remplacée par une nouvelle gamme de moteurs twins à construction unit en 1959 . 

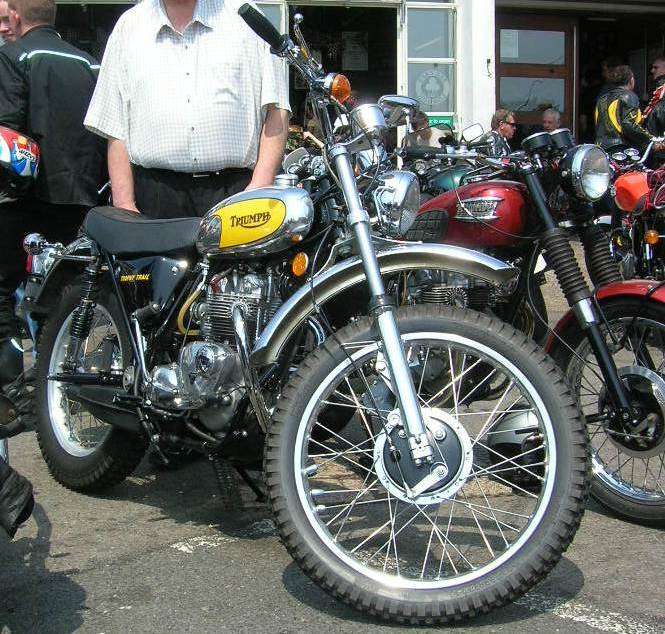
Triumph TR5T Trophy Trail construit pour 1973 et 1974. Connu comme l'Adventurer.

Le nom Trophy fut étendu à la TR6 Trophy et ressuscité pour la Trophy 500 (T100C) en 1971, qui a ensuite été remplacé par la Trophy Trail (TR5T) en 1973. Ce modèle connu le succès en compétition, remportant les médailles d'or individuelles par équipe britannique et la 2e place au classement général de l'ISDT 1973 organisé aux États-Unis. La nouvelle société Triumph Motorcycles a également utilisé le nom Trophy pour les modèles Trophy 900 et Trophy 1200.

## Culture populaire

### James Dean
Inspiré par la Triumph Thunderbird 6T de Marlon Brando dans The Wild One, James Dean acheta une Triumph TR5 Trophy. La série de photographies emblématiques de Dean réalisée par Phil Stern le montre sur cette moto. Elle fut vendue après la mort de l'acteur, puis récupérée, restaurée et enfin exposée à la James Dean Gallery de Fairmount, Indiana ,,. 

### Happy Days
Fonzie, le personnage incarné par Henry Winkler dans le très populaire sit-com américain Happy Days, chevauchait une TR5 Trophy 1949 légèrement personnalisée. La moto fut fournie par Bud Ekins, cascadeur et concessionnaire Triumph, qui a retiré le garde-boue avant, peint le réservoir de carburant en argent et modifié le guidon. La moto utilisée dans la série a été mise aux enchères en octobre 2011 ,. 